# Francisco Piniella Corbacho
Francisco Piniella (Cádiz, 6 de julio de 1961), catedrático de Ciencias y Técnicas de la Navegación, ha sido el sexto rector de la Universidad de Cádiz, tras las elecciones llevadas a cabo en mayo de 2019. En 2025 publicó su primera novela Las líneas del silencio, en la editorial Libros de la Herida.

## Actividad académica
Cursó estudios de Náutica en la Escuela Superior de Marina Civil de Cádiz entre 1979 y 1985, obteniendo los títulos de Diplomado y Licenciado en Marina Civil. Embarca como Oficial (Piloto de la Marina Mercante) en la flota española (Naviera Gorbea y Compañía Trasmediterránea) hasta el año 1991 en que se incorporó a la Universidad de Cádiz como Profesor Asociado. Cursa un programa de doctorado en la Facultad de Filosofía y Letras que finalizará con la lectura de su tesis doctoral sobre “La Empresa Mercantil de Correos Marítimos de La Habana (1827-1851)”. A finales de 1996 obtiene la plaza de profesor titular de universidad en el área de conocimiento de Ciencias y Técnicas de la Navegación, área a la que posteriormente accedería como catedrático. Durante el año 1997 desarrolla una estancia posdoctoral, en la Technische Universität Hamburg en temas de Simulación de Navegación. Ha impartido docencia en diferentes universidades europeas y americanas.

### Investigación
Puso en marcha el Grupo de Investigación “Política Marítima” del PAI. Entre los años 2001/2002 y 2003/2004 participó en diferentes proyectos de cooperación internacional con Iberoamérica a través de la AECI. Ha sido responsables de varios proyectos con financiación pública nacional y europea y numerosos contratos de transferencia con empresas e instituciones. Experto en Políticas de Seguridad Marítima y Logística, sus líneas de investigación y sus publicaciones tratan especialmente sobre la mejora de los sistemas de inspección (PSC) y la incidencia del Convenio del Trabajo Marítimo (MLC) de la OIT.

### Gestión universitaria
Durante los años 1998 a 2004 ocupa el cargo de Decano de la Facultad de Ciencias Náuticas. Entre los años 2006 a 2014 desempeñó el cargo de Director del Departamento de Ciencias y Técnicas de la Navegación. Tiene amplia experiencia en auditoría de titulaciones académicas, no solo en la Universidad de Cádiz, sino como miembro del panel de expertos de la Agencia Nacional de Evaluación de la Calidad y Acreditación (ANECA). Es también evaluador de solicitudes I+D+i de la ANEP y de la Agencia Canaria, la Agencia Catalana y la A3ES portuguesa de Calidad de las Universidades. La Universidad de Cádiz es la primera universidad española cuyos programas del plan de carrera científica son evaluados por la Agencia.

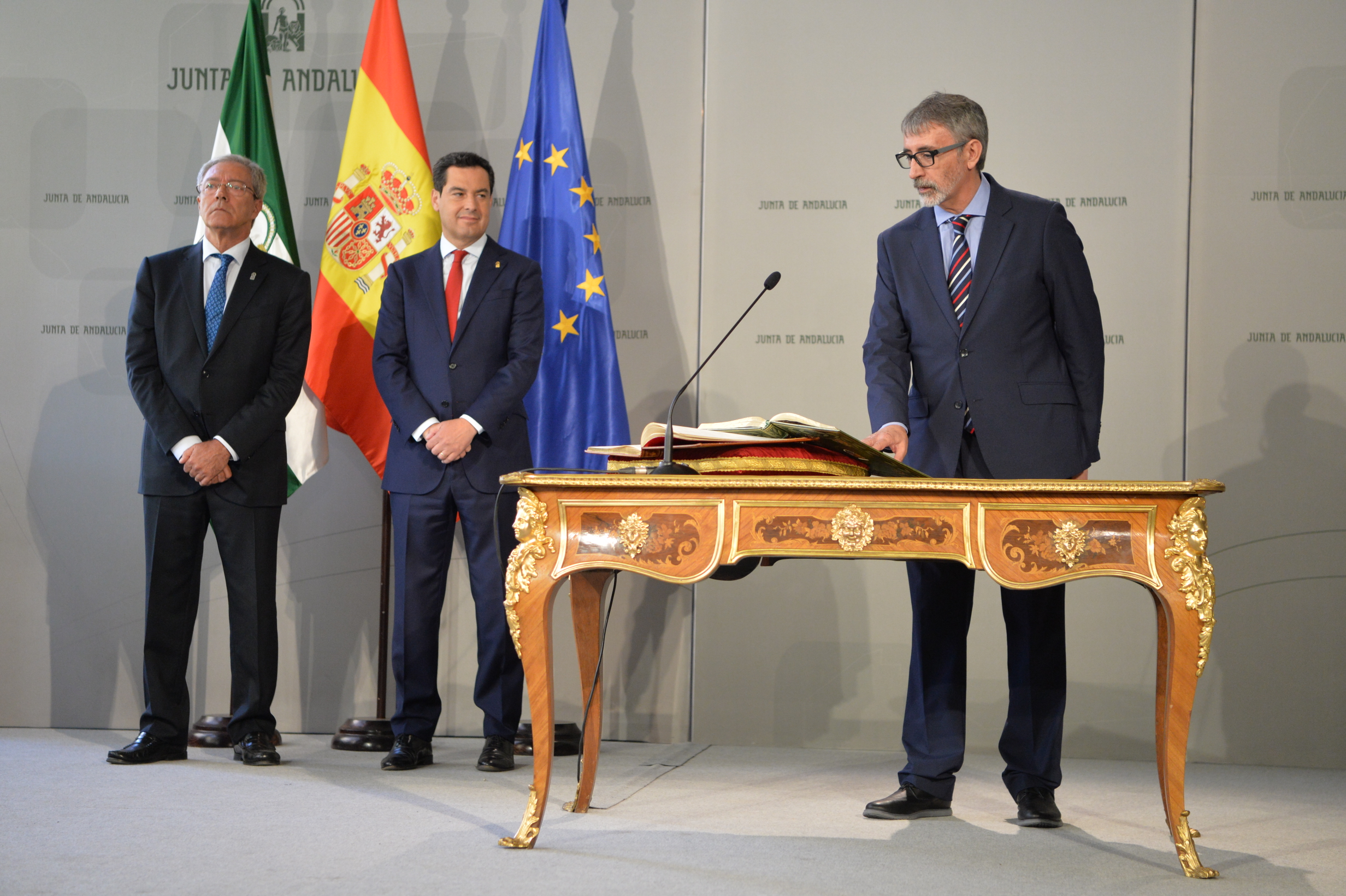
Toma de posesión de Francisco Piniella como rector de la Universidad de Cádiz

Director del Master en Gestión Portuaria y Logística de la Universidad de Cádiz durante numerosas ediciones, entre Cádiz y Algeciras, también ha llevado la coordinación del Grado de Náutica y Transporte Marítimo. Ha formado parte de la Comisión Académica de la Escuela Internacional Doctoral del Mar (Campus de Excelencia Internacional del Mar CeiMar).

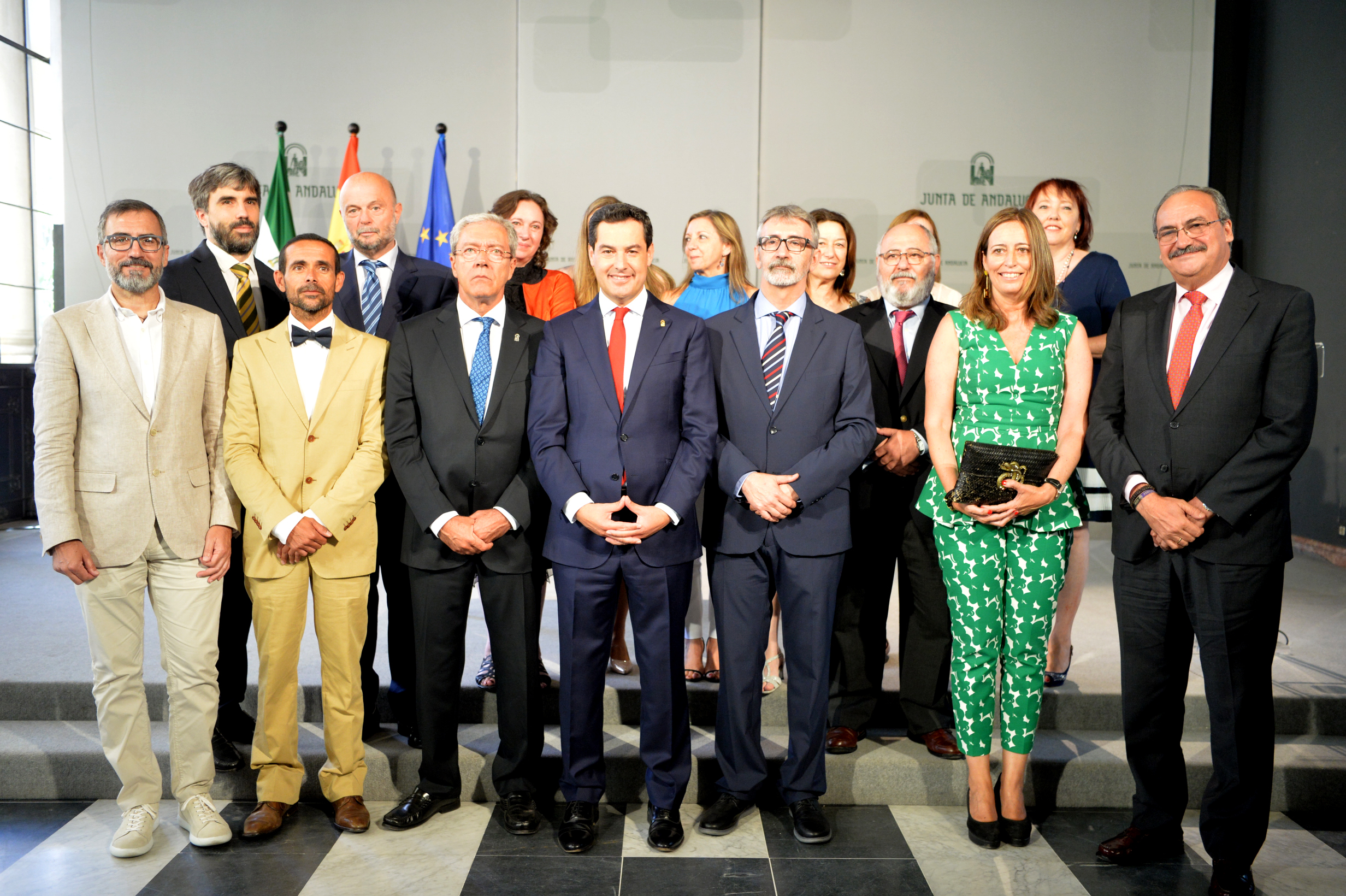
Equipo de gobierno del rector Francisco Piniella (2019-2024) en el Palacio de San Telmo ante el presidente Juan Manuel Moreno Bonilla

En 2019 toma posesión como rector de la Universidad de Cádiz, como coordinador del consorcio de universidades europeas Sea-EU, y como presidente del CeiMar. La Asociación Red Profesional #MujeresImparables le otorgó el Premio #HombreImparable por "su claro compromiso por la igualdad de oportunidades entre mujeres y hombres". Finalizó su mandato en enero de 2024. En la inauguración del curso 2024/25 se le impuso la Medalla de Oro de la Universidad de Cádiz.

### Publicaciones

#### Seguridad Marítima[21]
- Gestión portuaria y logística, 2009.[22]
- La seguridad del transporte marítimo: retos del siglo XXI, 2009.[23]
- La prevención de siniestros marítimos a través del control del estado rector del puerto, 2002.[24]
- El salvamento marítimo en España: visiones profesionales, 2001.[25]
- Fundamentos de seguridad marítima, 1996.[26]
- Transporte marítimo y medio ambiente: un binomio reconciliable, 1996.[27]
- Roll-on/roll-off: (el buque abierto), 1993.[28]

#### Historia
- La empresa mercantil de correos marítimos de La Habana (1827-1851), 1995.[29]

## Actividad política
En su vida pública destaca su paso como Concejal en el Ayuntamiento de Cádiz por el grupo socialista (PSOE), y su pertenencia a diferentes consejos de administración de empresas públicas municipales y del pleno de la Zona Franca, así como del Consejo de Navegación de la Autoridad Portuaria Bahía de Cádiz. Fue miembro de la Junta de Personal de la Universidad de Cádiz. En 2010 participó como portavoz en la «Plataforma + Tranvía en Cádiz». Ha publicado diferentes artículos de opinión en El País, Diario16, Diario de Cádiz (La Meridiana, Sección Marítimas), La Voz del Sur, entre otros medios.

## Actividad literaria

#### Ensayo
- La memoria del árbol, 2011.[37]

#### Narrativa
- Las líneas del silencio, 2025.[38]

## Aficiones
Como filatelista es un destacado miembro de la Sociedad Filatélica Gaditana. En 2019 fue Campeón Europeo de Filatelia Temática en la European Championship for Thematic Philately (Verona). Ha obtenido en diferentes exposiciones filatélicas internacionales medalla de Oro Grande con sus dos colecciones. Es académico de número de la Real Academia Hispánica de Filatelia e Historia Postal (RAHFHP). Tiene numerosas publicaciones filatélicas, y ha sido colaborador de las revistas españolas, Academus,El Eco Filatélico, o Crónica Filatélica, la italiana Cronaca Filatélica, o la de la Académie européenne de philatélie Opus.
Lleva desde el año 2008 un blog de viajes "El LoBo BoBo".